# L’Aldea
L'Aldea – gmina w Hiszpanii, w prowincji Tarragona, w Katalonii, o powierzchni 30,17 km². W 2011 roku gmina liczyła 4530 mieszkańców.